# Ethelurgus kumatai
Ethelurgus kumatai là một loài tò vò trong họ Ichneumonidae.